# Mule (ort)
Mule är en tätort i Levangers kommun i Trøndelag fylke i mellersta Norge. Orten ligger vid Europaväg 6 och Nordlandsbanan, öster om staden Levanger.
I Mule finns ett radiomuseum.